# 304
سنة 304 م (بالأرقام الرومانية: CCCIV) كانت سنة كبيسة تبدأ يوم السبت (الرابط يظهر نموذج الجدول الزمني الكامل للسنة) من التقويم اليولياني. بدأت تسمية السنة ب304 منذ العصور الوسطى المبكرة، عندما أصبح تقويم أنو دوميني هو الأسلوب السائد في أوروبا لتسمية السنوات.

## وفيات
- أفرا
- البابا مارسيلينوس
- القديسة فيلومينا
- القديسة لوسي
- تيبازيوس
- ريستيتوتا
- كنيسة الغراب